# Mil Mi-8
Il Mil Mi-8 (in cirillico: Миль Ми-8, nome in codice NATO: Hip) è un elicottero da trasporto multiruolo, di fabbricazione sovietica prima e russa poi, sviluppato dall'OKB-329 negli anni sessanta ed entrato in servizio con le Forze armate sovietiche nel 1967.
Progettato per compiere missioni di trasporto e collegamento, con opportune modifiche è anche in grado di compiere operazioni di scorta armata e di supporto alle forze speciali.
Con oltre 17.000 esemplari distribuiti in più di 50 paesi, il Mi-8 è tra gli elicotteri più diffusi al mondo: un successo commerciale ottenuto grazie all'elevata affidabilità, robustezza e facilità di manutenzione mostrate dalla macchina nel corso del suo impiego.
Realizzato in dozzine di varianti, la più recente delle quali è la Mil Mi-8AMTSh-VN, gli esemplari da esportazione sono stati ridenominati dal produttore con la sigla Mil Mi-17.

## Storia del progetto
Michail Leont'evič Mil' dopo il successo ottenuto con il Mil Mi-4 e verificata l'efficacia dei motori a turboalbero utilizzati nel Mil Mi-6, prese contatti con il governo sovietico proponendo un innovativo elicottero equipaggiato con turbine del nuovo tipo. Le forze armate erano però contrarie all'adozione di un nuovo elicottero, vista la soddisfazione con la quale operavano con il Mil Mi-4. Mil sosteneva invece che il nuovo elicottero era ben più di un aggiornamento con i nuovi motori a turbina, ma piuttosto un progetto completamente innovativo. Il progettista infatti, grazie alla necessità di riprogettare l'installazione dei motori, pensava di adottare un nuovo disegno per tutta la metà anteriore della cabina. Si sarebbe trattato di un'importante variazione rispetto alle precedenti versioni di elicotteri monomotore, le quali avevano cabine il cui progetto, dovuto a Aleksandr Ivčenko, era originariamente pensato per aeromobili ad ala fissa e poi adattato su tutti gli elicotteri sovietici prodotti fino a quella data.
Gli studi per il prototipo del nuovo elicottero dal nome V-8 iniziarono nel 1958 basandosi sul Mil Mi-4 e modificando il progetto adottando una cabina di carico più grande.
Durante una visita ufficiale negli Stati Uniti nel settembre 1959, Nikita Chruščëv, l'allora leader dell'Unione Sovietica, ebbe modo di volare per la prima volta con un elicottero presidenziale statunitense Sikorsky S-58 e ne rimase estremamente colpito. Al ritorno, preoccupato di non sfigurare in caso di visita del presidente americano, chiese la creazione di un elicottero simile e volle che il nuovo elicottero fosse pronto in tempo per la data in cui il presidente americano avrebbe restituito la visita. Venne quindi creata rapidamente una versione di lusso del Mi-4 e Chruščëv effettuò un volo di prova per controllarne la riuscita. Durante il volo, Michail Mil' colse l'occasione per proporre il suo elicottero bimotore in fase di sviluppo, indicando che era più adatto allo scopo, in quanto la presenza di un secondo motore aumentava l'affidabilità. Chruščëv approvò il progetto e ciò diede a Mil' il potere per sviluppare il nuovo progetto di elicottero che avrebbe impiegato per la prima volta nella storia sovietica motori a turbina appositamente costruiti e non motori concepiti per aeromobili ad ala fissa e poi adattati, come era accaduto con il Mi-6 e il primo prototipo V-8. Il nuovo progetto avrebbe anche sviluppato un gruppo rotore completamente nuovo, progettato per la prima volta autonomamente. Nel maggio del 1960 fu formalizzato l'ordine a Mil' per la costruzione di un elicottero bimotore e il centro di progettazione Sergej Isotov accettò il compito di progettare e costruire i nuovi motori.
Il prototipo V-8 effettuò il suo primo volo nel giugno 1961 equipaggiato con un singolo motore a turbina Soloviev AI-24 da 2010 kW (2700 shp) e fu mostrato in pubblico per la prima volta alla parata aerea di Tushino del luglio 1961.
Anche il secondo prototipo fu equipaggiato con un solo motore in attesa della fine dello sviluppo dei motori Isotov e volò per la prima volta due mesi dopo il primo, nel settembre del 1961.
Altri due mesi dopo, Isotov produsse i primi motori e il terzo prototipo designato V-8A, dotato di due turbine Isotov TV2 da 1120 kW (1500 shp) effettuò il suo primo volo pilotato da Nikolaj Il'jušin l'anno successivo, il 2 agosto 1962, diventando il primo elicottero sovietico a volare con motori a turbina appositamente costruiti. L'elicottero completò i cicli di prove nel febbraio 1963.
Il quarto prototipo fu progettato come trasporto VIP e il rotore fu cambiato da quattro a cinque pale nel 1963 per ridurre le vibrazioni. La porta di accesso alla cabina venne sostituita da una scorrevole e venne allargata aggiungendo un secondo elemento.
Il quinto e ultimo prototipo era il banco prova per la produzione di serie e nel novembre 1964 terminarono tutte le prove. Il governo sovietico ordinò l'inizio della produzione con l'idea di impiegare il Mi-8 come elicottero per il trasporto passeggeri. La produzione iniziò nello stabilimento del Kazan' e il primo esemplare di serie venne completato per la fine del 1965.
Le forze armate sovietiche inizialmente mostrarono poco interesse per il Mi-8 fino a che non giunsero i rapporti relativi all'utilizzo bellico da parte dell'esercito statunitense dell'elicottero Bell UH-1 Iroquois nella guerra del Vietnam. L'impiego degli elicotteri venne ampiamente pubblicizzato come una grande risorsa sul campo di battaglia, in quanto consentiva alle truppe di muoversi rapidamente entrando o uscendo dalle zone di combattimento, spaziando per l'intero teatro delle operazioni. Fu solo allora che l'esercito sovietico chiese con urgenza una variante per il trasporto truppe del Mil Mi-8 in produzione. L'elicottero venne introdotto in servizio con la aeronautica militare sovietica nel 1967 come Mi-8.
Dagli anni 2000, la produzione è passata all'azienda a partecipazione statale Russian Helicopters: le attività di progettazione continuano a svolgersi nello stabilimento della Mil; l'assemblaggio finale avviene invece negli stabilimenti di Kazan' e Ulan-Udė.

## Tecnica
Esistono numerose varianti dell'Hip, tra cui una armata con razzi e missili anticarro denominata Mi-8T che è nel contempo in grado di trasportare 24 soldati. Le versioni aggiornate e da esportazione prendono il nome di Mil Mi-17 e sono impiegate da circa 20 paesi nel mondo; i modelli equivalenti in servizio russo costituiscono la serie Mi-8M. Tra le principali migliorie dei Mi-17 vi sono motori più potenti e una blindatura migliore a protezione dell'equipaggio. La principale differenza visibile tra i Mi-8 delle vecchie generazioni e i Mi-17 consiste nel fatto che il rotore di coda nei Mi-8 è posto sul lato destro, mentre nei Mi-17 è sul lato sinistro. Esiste una versione navalizzata denominata Mil Mi-14. Gli Hip continuano a introdurre migliorie e nel 2014 sono ancora in produzione nelle versioni più recenti.
| Parametri                            | V-8                 | Мi-8P              | Мi-8Т       | Мi-8МТ (Мi-17) | Мi-18         | Мi-8МТV-1 (Мi-17-1V) | Мi-8АМТ (Мi-171) | Мi-172        |
| ------------------------------------ | ------------------- | ------------------ | ----------- | -------------- | ------------- | -------------------- | ---------------- | ------------- |
| Anno di costruzione                  | 1961                | 1965               | 1965        | 1975           | 1980          | 1987                 | 1991             | 1991          |
| Equipaggio                           | 3                   | 3                  | 3           | 3              | 3             | 3                    | 3                | 3             |
| Numero di passeggeri (paracadutisti) | 18                  | 28                 | 24          | 24             | 30            | 24                   | 27               | 26            |
| Lunghezza (m)                        |                     | 25,31              | 25,31       | 25,31          | 25,31         | 25,31                | 25,31            | 25,31         |
| Altezza (m)                          |                     | 5,54               | 5,54        | 5,54           | 5,54          | 5,54                 | 5,54             | 5,54          |
| Diametro rotore (m)                  | 21                  | 21,3               | 21,3        | 21,3           | 21,3          | 21,3                 | 21,3             | 21,3          |
| Peso a vuoto (kg)                    | 5726                | 7000               | 6934        | 7200           | 7550          | 7381                 | 6913             | 7514          |
| Peso normale al decollo (kg)         | —                   | 11 570             | 11 100      | 11 100         | 11 500        | 11 100               | 11 100           | 11 878        |
| Peso massimo al decollo (kg)         | —                   | 12 000             | 12 000      | 13 000         | 13 000        | 13 000               | 13 000           | n/a           |
| Motori                               | 1 × Soloviev Аi-24V | 2 × Klimov ТV2-117 | 2 × ТV2-117 | 2 × TV3-117МТ  | 2 × TV3-117МТ | 2 × TV3-117VМ        | 2 × TV3-117VМ    | 2 × TV3-117VМ |
| Potenza (kW)                         | 1 × 2013            | 2 × 1500           | 2 × 1500    | 2 × 1900       | 2 × 1900      | 2 × 2000             | 2 × 2000         | 2 × 2000      |
| Velocità massima (km/h)              | —                   | 250                | 260         | 250            | 270           | 250                  | 250              | 250           |
| Velocità di crociera (km/h)          | —                   | 225                | 225         | 220            | 240           | 240                  | 230              | 230           |
| Tangenza (m)                         | —                   | 4200               | 4500        | 5000           | 5550          | 6000                 | 6000             | 6000          |
| Autonomia (km)                       | н/д                 | 425                | 480         | 520            | 580           | 590                  | 570              | 715           |

### Cellula

#### Cabina
Il Mi-8 prevede una cabina di pilotaggio con due piloti affiancati alle cui spalle è possibile far sedere un terzo operatore per i sistemi o motori. La cabina può ospitare nella versione civile fino a 32 passeggeri, oppure 12 barelle. La configurazione militare standard ha invece spazio in cabina per 24 soldati con equipaggiamento. Il numero di soldati equipaggiati e di barelle può arrivare rispettivamente a 30 e 20 in alcune versioni di Mi-17. Alcune versioni di Mi-17 possono arrivare ad imbarcare fino a 36 passeggeri, mentre il numero totale scende fino a 11 passeggeri negli elicotteri equipaggiati per trasporto VIP.
In configurazione cargo, rimuovendo i sedili passeggeri e utilizzando gli anelli di ancoraggio sul pavimento, l'elicottero è in grado di trasportare carichi di dimensioni fino a 5,34 m in lunghezza, 2,32 m in larghezza e 1,8 m in altezza, che possono essere imbarcati aiutandosi anche con un verricello interno attraverso i portelloni posteriori in grado di aprirsi a conchiglia. Queste dimensioni possono essere superate rinunciando alla chiusura del portellone laterale. L'elicottero ha anche in dotazione un verricello esterno con 150 kg di portata. Il carico massimo trasportabile per la versione Mi-17 è indicato in 4000 kg.

#### Carrello di atterraggio
L'elicottero impiega un carrello triciclo non retrattile con ammortizzatori oleo-pneumatici in grado di operare anche su terreni non preparati. Il carrello anteriore è sterzabile, con ruote gemellate e si può bloccare in volo. Le ruote sono dotate di un sistema di freni pneumatico con il quale è possibile gonfiare anche sul campo gli pneumatici di dimensioni 865 x 280 mm per la ruota anteriore e 595 x 185 mm per le laterali. La versione navale denominata Mi-14 venne modificata per dargli capacità anfibie, modificando il lato inferiore per rendere l'elicottero in grado di galleggiare e rendendo il carrello retrattile.

### Motori
Il Mi-8 sin dal secondo prototipo adotta due motori e nelle prime versioni è stato impiegato il Klimov TV2-117 da 1103 kW del quale sono stati prodotti circa 23000 esemplari per uso su vari modelli di elicotteri fino al 1997, data di cessazione della produzione su larga scala. I motori sono dotati di filtri aria per evitare l'ingestione di detriti operando da piazzole non preparate e consentono all'elicottero di operare anche in caso uno dei due vada in avaria, in quanto interviene un sistema automatico che regola la potenza del motore rimanente per consentire di proseguire il volo. Per consentire operazioni di volo indipendenti da eliporti attrezzati, l'elicottero è dotato di una Auxiliary power unit (APU) autonoma. La capacità di combustibile è di 1870 litri suddivisi in serbatoi interni ed esterni. La quantità può essere estesa a 3700 litri installando serbatoi ausiliari in cabina. A partire dal 1977 sono stati adottati i più potenti motori Klimov TV3-117, scelta peraltro comune a tutti gli elicotteri medi di produzione prima sovietica e ora russa. La versione rinnovata era in grado di erogare 1699 kW grazie all'aumento della temperatura all'ingresso turbina e un conseguente aumento dell'efficienza del 3%.

### Rotori
Il Mi-8 adottò inizialmente un rotore a 4 pale derivato dal Mi-4 "Hound", ma per ridurre le vibrazioni sin dal secondo prototipo venne adottato un nuovo rotore completamente articolato a 5 pale con mozzo in acciaio forgiato e poi lavorato a macchina. Per contrastare il fenomeno del brandeggio delle pale si preferì ricorrere a cerniere verticali con ammortizzatori idraulici. Il rotore di coda rimane invece a tre pale di tipo spingente nei primi modelli e posto sulla destra. Nella successiva variante derivata Mi-17, tra le principali modifiche vi sarà lo spostamento del rotore di coda a sinistra e la trasformazione in tipo traente. La trasmissione è dotata di freno rotore e impiega una scatola di riduzione planetaria a due stadi VR-8 collegata ad entrambi i motori e con un rapporto di riduzione albero rotore principale - albero motore di 0,016:1. I comandi di volo sono di tipo convenzionale, ovvero pedaliera e aste del comando ciclico e collettivo, con quest'ultima collegata alle manette motore.

### Sistemi ed impianti

#### Sensori
I primi modelli di Mi-8 adottavano la semplice avionica normalmente in dotazione agli elicotteri da trasporto sovietici dell'epoca, ma questa venne gradualmente migliorata nelle versioni militari per consentire l'operatività notturna e in ogni condizione meteorologica.. Le varianti da esportazione Mi-17 avevano tra le varie migliorie anche una avionica più evoluta che, per esempio nel caso degli esemplari esportati in Cina, comprendeva un radar meteorologico e un autopilota che consentiva l'hovering automatico.
Nel 2013, le Nazioni Unite imposero che tutti i mezzi aerei operanti sotto le proprie insegne dovessero essere dotati di sistemi di avviso per l'avvicinarsi del suolo. Per questo motivo la flotta di Mi-8 venne equipaggiata con avionica di questo tipo.

### Sistemi d'arma
A cominciare dalla versione Mi-8TV (nome in codice NATO: Hip-E), le forze armate sovietiche misero a punto versioni armate del Mi-8 in grado di trasportare imbarcati su 6 punti di attacco esterni fino a 1500 kg di carichi bellici, tra i quali erano inclusi razzi S-5 da 57 mm, bombe, o missili controcarro 3M11 Falanga (AT-2 Swatter per la NATO)
La versione navale Mi-14 venne dotata di un'avionica per la lotta antisommergibile inizialmente derivata da quella del Kamov Ka-25PL "Hormone-A" e poi sviluppata ulteriormente fino a creare una specifica versione Mi-14PL (Protio-Lodochniy - anti sottomarino) prodotta in 276 esemplari dal 1976 al 1986, esportata in dieci nazioni e alla quale la NATO assegnò nome "Haze". Alcune varianti furono dotate di speciali equipaggiamenti per la rimozione dei campi minati, mentre altri elicotteri vennero dotati di sistemi di guerra elettronica.

## Impiego operativo

### Principali conflitti
L'Hip ha rivestito un ruolo importante nei seguenti conflitti:
- Guerra dell'Ogaden (1977-1978)
- Guerra in Afghanistan (1979-1989)
- Guerra Iran-Iraq (1980-1988)
- Guerra Pakisha (1981)
- Guerra del Nagorno Karabakh (1988-1994)
- Guerra in Abkhazia (1992-1993)
- Prima guerra cecena (1994-1996)
- Guerra Etiopia-Eritrea (1998-2000)
- Invasione del Daghestan (1999)
- Guerra di Kargil (1999)
- Operazione Allied Force (1999)
- Seconda guerra cecena (1999-2009)
- Guerra in Iraq (2003-2011)
- Bhutan contro la resistenza Assamese (2003)
- Seconda guerra in Ossezia del Sud (2008)
- Guerra civile siriana (2011-in corso)
- Guerra dell'Ucraina orientale (2014)
- Abbattimento del Su-24 russo del 2015

### Operatori europei

#### Ucraina
Il 16 agosto 2013, il Ministero della Difesa dell'Ucraina ha riferito che uno dei loro Mi-8 aveva stabilito un record mondiale di altitudine di 9150 metri in prossimità dell'aeroporto di Kirovske il 15 agosto.
Forze armate ucraine hanno utilizzato il Mi-8 insieme con il Mi-24 nelle operazioni contro gli insorti filo-russi in Ucraina orientale nel corso della crisi politica ucraina del 2014.
Il 25 aprile 2014, un Mi-8 ucraino è stato distrutto a terra insieme ad un Antonov An-2 presso l'aeroporto di Kramators'k mentre poco prima della partenza, quando è stato colpito da una granata. L'equipaggio è stato in grado di evacuare il velivolo rimanendo illeso.
Il 5 maggio 2014, un Mi-8 ucraino è stata danneggiato da armi leggere durante il sorvolo di un posto di blocco filo-russo durante l'assedio di Slov"jans'k
Il 29 maggio 2014, un Mi-8 ucraino della Guardia Nazionale è stato abbattuto dai ribelli filo-russi con un MANPADS alla periferia di Slavyansk. 12 passeggeri a bordo, tra cui un generale dell'esercito, sono rimasti uccisi e uno è stato gravemente ferito.
Il 24 giugno 2014, una Mi-8 ucraino della Guardia Nazionale è stato abbattuto dai ribelli filo-russi con un MANPADS alla periferia di Slavyansk con 9 persone uccise.

#### Finlandia

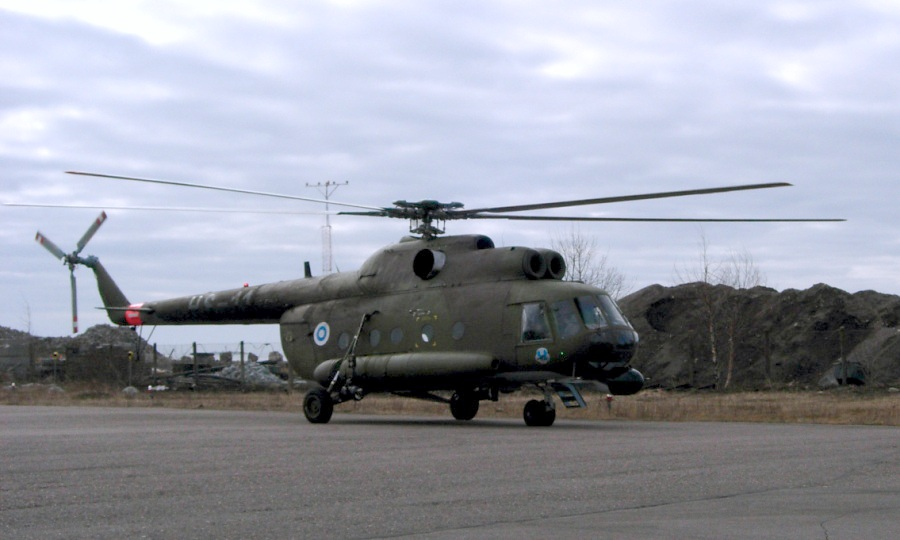
Mi-8 Finlandese ripreso a Hernesaari vicino a Helsinki nel 2005

Le forze armate finlandesi e la Guardia di Confine finlandese hanno utilizzato Mi-8 dagli anni settanta, partendo con la aeronautica militare finlandese che riceve il suo primo esemplare con serial number HR-2 il 28 maggio 1973, e il secondo con serial number HR-2 il 31 maggio. La prima fornitura fu costituita da sei Mi-8TS cui seguirono due ulteriori Mi-8TS e due Mi-8PS portando il totale a dieci.
Tre degli elicotteri furono impiegati per creare uno reparto volo per la guardia di frontiera. Uno di questi venne perso quando affondò attraverso il ghiaccio durante un atterraggio nell'aprile 1982 e fu sostituito da un nuovo Mi-8. Dopo il servizio con le guardie di confine, gli elicotteri vennero trasferiti dapprima al registro civile, ma poco dopo all'aeronautica militare. Nel 1997 venne deciso che tutti gli elicotteri militari finlandesi, tra cui cinque Mi-8TS e due Mi-8PS, dovevano essere trasferiti al reparto volo dell'esercito con base Utti. Tutti i Mi-8 sono stati progressivamente sostituiti con elicotteri NHIndustries NH90. Un Mi-8 è in mostra presso il Museo dell'Aviazione Finlandese nei pressi dell'Aeroporto di Helsinki-Vantaa, mentre un altro è presso il Museo aeronautico del Päijät-Häme situato nell'ex base aerea militare di Vesivehmaa, nel comune di Asikkala, non lontano dalla città di Lahti. Gli ultimi due Mi-8T finlandesi sono stati ceduti all'Ungheria nell'agosto 2011 con tutte le restanti parti di ricambio.

#### Unione Sovietica
Il Mi-8 è stato l'elicottero sul quale le forze armate sovietiche hanno imperniato il trasporto con elicottero. Venne impiegato massicciamente nella guerra in Afghanistan degli anni ottanta, ricoprendo molteplici ruoli come trasporto truppe, eliambulanza, ricerca e soccorso in territorio ostile e armato con razzi e mitragliatrici anche come elicottero armato. Si stima che durante il conflitto siano andati persi circa 180 di questi elicotteri.
Un utilizzo dell'Hip degno di nota avvenne tra l'aprile e il maggio 1986 quando molti di questi elicotteri vennero impiegati per scaricare materiali in grado di assorbire radiazioni all'interno del reattore 4 della centrale nucleare di Černobyl', dopo l'esplosione che causò il disastro di Černobyl'. La maggior parte degli aeromobili venne pesantemente irradiata e abbandonata in un gigantesco cimitero di macchinari limitrofo alla centrale. Durante le operazioni, un elicottero urtando un cavo precipitò vicino alla centrale, causando la morte di tutto l'equipaggio a bordo.

### Operatori asiatici

#### Afghanistan
Le forze armate statunitensi hanno annunciato nel giugno 2013 di aver assegnato un contratto per il valore di 572 milioni di dollari per l'acquisto di 30 Mi-17 e relative parti di ricambio per equipaggiare un stormo per missioni speciali delle forze di sicurezza dell'Afghanistan. L'impiego degli aeromobili, scelti per le prestazioni in ambienti caldi e in quota, sarà in operazioni di contrasto al terrorismo e al traffico di stupefacenti. Il 3 luglio 2014 nel corso di un attacco con razzi all'aeroporto di Kabul rivendicato dai talebani, sono stati colpiti hangar che custodivano gli elicotteri Mi-17 impiegati dalla presidenza afghana, distruggendone uno e danneggiandone altri tre
In Afghanistan vengono impiegate diverse versioni civili dell'elicottero da parte di fornitori civili per le forze armate statunitensi.

#### India

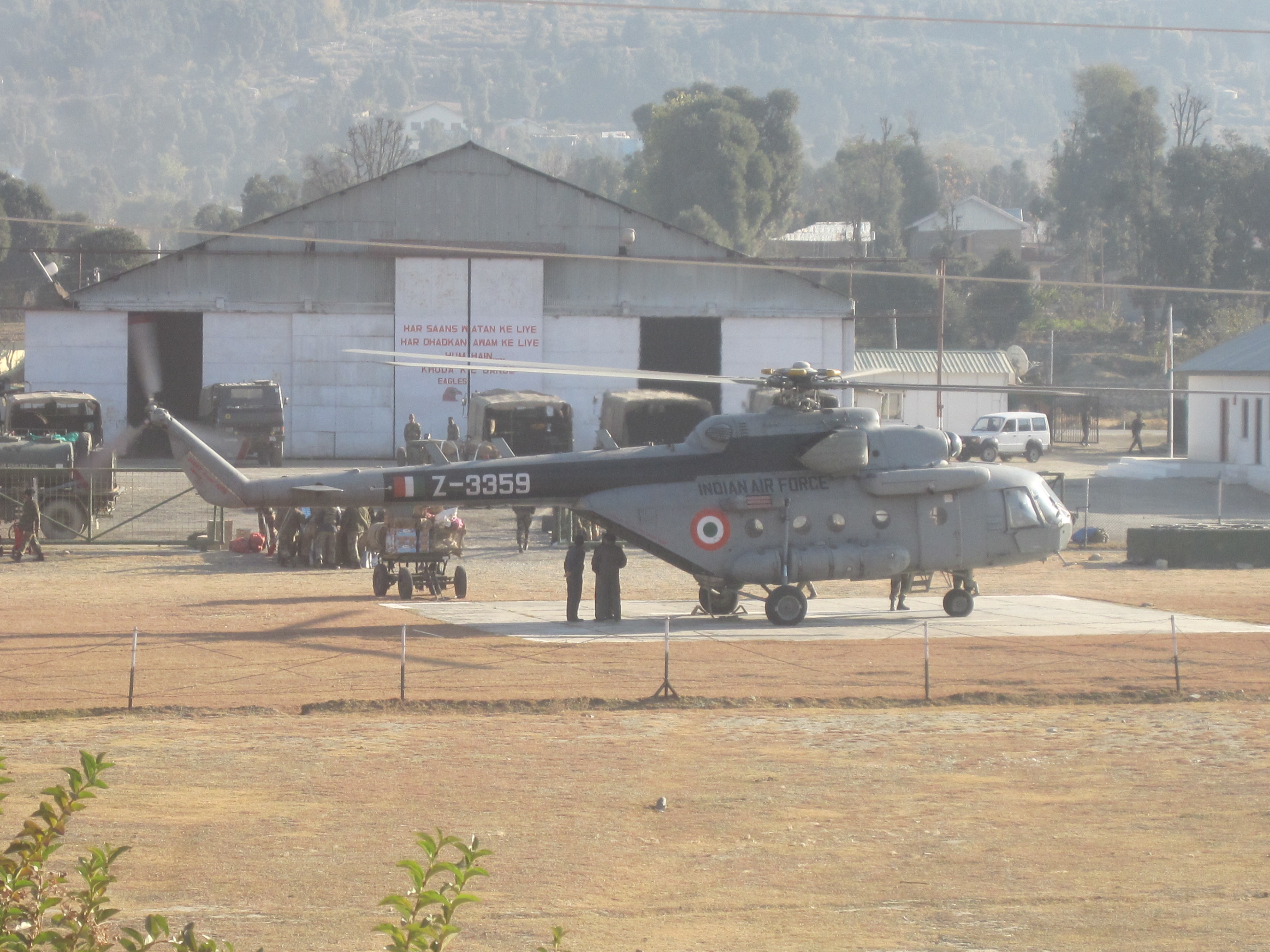
Indian Air Force Mi-8 in Kishtwar

Il 15 ottobre 2006 l'India ha annunciato l'acquisto di 80 Mi-17 dalla Russia in base ad un accordo del valore approssimativo di 662 milioni di dollari.

#### Israele
Il 6 ottobre 1973, gli israeliani catturarono un Mi-8 egiziano nel Sinai nel corso della guerra del Kippur e lo portarono in volo in Israele. Successivamente le forze israeliane catturarono nel corso della guerra del Libano del 1982 altri Mi-8 alle forze siriane e palestinesi.

#### Iraq
il 21 marzo 1983 un Mi-8 iracheno con un equipaggio di otto uomini si schiantò sulle montagne tra Recoaro e Valdagno nell'alto vicentino. L'elicottero stava volando "a vista" in condizioni atmosferiche critiche, non ci furono superstiti.
I resti furono recuperati con difficoltà per la posizione e per le condizioni atmosferiche, le vittime si chiamavano:
Anwar Anigad Alood, 35 anni; Alood Hanid, 40; Ahmed Abdool Hadi, 29; 
Bassan Hussaln, 28; Ipassim Khaddam Alid, 28; Khalek Hawa, 30; Nawaz Ahmed. 33; Adld Assain, 33.

### Operatori americani

#### Colombia
Il 2 luglio 2008 due Mi-17 vennero impiegati dai militari colombiani nel corso della Operazione Jaque con la quale vennero messi in salvo circa 15 ostaggi in mano alle Forze Armate Rivoluzionarie della Colombia. Tra gli ostaggi liberati c'era anche Íngrid Betancourt, militante nella difesa dei diritti umani e tenuta in prigionia per oltre sei anni dai rivoluzionari.

#### Venezuela
L'aeronautica militare del Venezuela ha acquisito 6 elicotteri Mi-17V5 denominati localmente "Panare" e due Mi-172. Gli Hip sono stati acquisiti anche dalla aviazione navale, che ha comprato 6 Mi-17V5 per le forze d'assalto e altri 6 sono stati consegnati alla guardia nazionale portando il totale a venti. È stata costituita una scuola per piloti e manutentori che è in grado di formare anche personale proveniente da altre nazioni sudamericane quali il Perù. Secondo analisti, il Venezuela si propone come paese pilota per gli aspetti logistici e per la penetrazione commerciale dei Mi-17 in centro e sud America, dove peraltro già sono presenti oltre 300 elicotteri di questo tipo e sono in previsione consegne per 41 elicotteri negli anni tra il 2014 e 2016. Perplessità hanno però suscitato i 4 gravi incidenti che hanno interessato questi elicotteri e che hanno comportato vittime. Le indagini ufficiali hanno però determinato trattarsi di disastri causati da fattore umano e dovuti a addestramento non adeguato.

## Versioni

### Prototipi ed elicotteri sperimentali
V-8 (NATO – Hip-A)
Primo prototipo con singolo motore Al-24V.
V-8A (NATO – Hip-B)
Prototipo bimotore equipaggiato con i turboalbero TV2-117.
V-8AT
Prototipo della versione utility Mi-8T.
Mi-18
Prototipo ideato come modifica dell'Mi-8. Due Mi-8 furono prolungati di 0,9 metri, dotati di carrello di atterraggio retrattile e porta laterale scorrevole anche sul lato destro. I Mi-18 sono stati utilizzati nell'invasione sovietica dell'Afghanistan e successivamente come addestratori statici per piloti.

### Prima generazione per uso militare
Mi-8T (NATO – Hip-C)
Prima versione civile e militare utility prodotta in serie con capienza per 24 passeggeri con sedili rimovibili, finestrini circolari e portelloni posteriori con apertura a conchiglia.
Mi-8TV (NATO – Hip-E)
Versione armata del Mi-8T. L'armamento può consistere in quattro razziere UV-16-57 per razzi S-5 da 57 mm installate su quattro piloni su alette laterali. Possono anche essere installate lateralmente una o due mitragliatrici PK. La versione Mi-8TVK, nota anche come Mi-8TB, è impiegabile come cannoniera o per supporto aereo. La struttura era modificata con l'aggiunta di due attacchi esterni che portavano il totale a 6 e con l'installazione di una mistragliatrice KV-4 da 12,7 mm nel muso. Anche queste versioni utilizzavano razzi S-5 da 57 lanciati da sei razziere UV-32-57 o in alternativa bombe da 250 kg, o 4 razzi anticarro guidati AT-2 Swatter.
Mi-8TP (NATO – Hip-C)
Mi-8T in versione militare passeggeri per uso stato maggiore, equipaggiata con radio potenziate R-832 e R-111.
Mi-8VPK (NATO – Hip-D)
Anche nota come Mi-8VzPU. Mi-8T per il disturbo delle comunicazioni.
Mi-8IV (NATO – Hip-G)
Anche nota come Mi-9. Altra versione di Mi-8T posto comando, dotato del sistema "Ivolga" caratterizzato da antenne e radar Doppler sulla trave di coda.
Mi-8MV (NATO – Hip-J)
Anche MI-8SMV. Variante per guerra elettronica equipaggiata con un sistema per il jamming "Smalta-V" riconoscibile per due piccoli contenitori montati lateralmente sulla fusoliera e da impiegare a protezione dai sistemi di difesa aerea per gli aeromobili da attacco al suolo.
Mi-8PP (NATO – Hip-K)
Variante evoluta per guerra elettronica equipaggiata con il sistema "Polye" (campo). Dal 1980, questi elicotteri impiegarono il nuovo sistema "Akatsiya" venendo ridesignati Mi-8PPA. Riconoscibile per le sei antenne a forma di “X” installate ad ogni lato della fusoliera anteriore. La variante fu pensata per la scorta agli elicotteri dello stesso tipo per il trasporto truppe e disturbare i radar SPAAG impiegati con il Flakpanzer Gepard.
Mi-8MB "Bissektrisa"
Eliambulanza militare
Mi-8AV
Variante per la creazione di campi minati anticarro che impiegava i sistemi VMR-1 o 2 in grado di posizionare 64 o 200 mine anticarro.
Mi-8AD
Variante per la creazione di campi minati antiuomo che impiegava 4 lanciatori VSM-1. Ogni lanciatore veniva caricato con 29 cassette KSO-1 con 7424 mine antiuomo PFM-1, o 464 POM-2, o 116 PTM-3.
Mi-8R
Anche nota come Mi-8GR. Versione da ricognizione tattica equipaggiata con sistema ELINT "Grebeshok-5".
Mi-8TZ
Versione per trasporto carburante
Mi-8TL
Versione per lotta aerea antincendio

### Prima generazione per uso civile
Mi-8P (NATO – Hip-C)
Versione civile trasporto passeggeri con capienza tra i 28 e i 32 passeggeri, dotata di finestrini di quadrati, piccole porte posteriori a conchiglia, con in mezzo portellone suddiviso orizzontalmente con scalette.
Mi-8PS "Salon" (NATO – Hip-C)
Anche Mi-8S, Mi-8APS e Mi-8AS. Versioni civili trasporto VIP con capienza tra i 9 e 11 passeggeri, dotate di cucinino e gabinetto.

### Seconda generazione
Mi-8MT (NATO – Hip-H)
Mi-8T con motori TV3-117 e altri miglioramenti.
Mi-8MKO (NATO – Hip-H)
Versione per combattimento notturno.
Mi-8MTB
Eliambulanza
Mi-19
Posto comando elitrasportato. Mi-19R per le i posti comando missilistici.

### Terza generazione
Mi-8MTV-1
versione civile della terza generazione con motori TV3-117VM.
Mi-8MTV-2
versione militare della terza generazione.
Mi-8MTV-3
versione militare con 4 piloni esterni e maggiori tipologie di armamenti impiegabili rispetto alle precedenti.
Mi-8MTV-5
versione con nuovo muso "a delfino" e rampa di coda.
Mi-8AMT
versione della terza generazione prodotta nello stabilimento di Ulan-Ude. Muso standard, ma rampa di coda.
Mi-8AMTSh
versione armata prodotta ad Ulan-Ude.
Mi-8MN
versione per combattimento notturno del Mi-8AMTSh.
Ulteriori versioni da guerra elettronica su base Mi-8MT sono: Mi-8TBP(Hip-H EW3); Mi-8BMTSh2 (Hip-H EW4); Mi-8MTI/Mi-13 (Hip-H EW5); Mi-8MTSh3 (Hip-H EW).

### Varianti per l'esportazione
Mi-17P
Mi-8TV
heliliner version.
Mi-17-1V
variante della terza generazione per l'esportazione corrispondente al Mi-8MTV-1/2
Mi-17V-3
variante militare della terza generazione per l'esportazione corrispondente al Mi-8MTV-3
Mi-17V-5
variante con muso con profilo aerodinamico "a delfino" del Mi-8MTV-5
Mi-17MD
Mi-8TMV-5 con avionica di tipo occidentale
Mi-17MDN
variante di Mi-17MD equipaggiata per operazioni notturne
Mi-17PP (Hip-K EW)variante da guerra elettronica
Mi-17PJ (Hip-H EW5)variante da guerra elettronica
Mi-171
variante della terza generazione per l'esportazione del Mi-8AMT costruita a Ulan-Ude
Mi-171A2
modello Mi-171 col utilizzo di materiali compositi per alleggerire il peso dell'elicottero e col cockpit digitalizzato che permettono:
- il pilotaggio senza l'ingegnere di bordo (2 membri di equipaggio),
- l'aumento della velocità di crociera di 20% rispetto alle versioni precedenti,
- l'impegno operativo h24 nelle condizioni di elevata umidità, negli eliporti di alta montagna ed in mare.
Mi-171Sh
variante per l'esportazione dell'elicottero d'attacco Mi-8AMTSh costruita a Ulan-Ude
Mi-172
elicottero per trasporto passeggeri/VIP della terza generazione
Mi-171A3
variante dedicata alle operazioni offshore con fusoliera ridisegnata; primo elicottero destinato a servizi offshore di produzione russa.

## Utilizzatori

### Civili
Corea del Nord
- Air Koryo

Numero sconosciuto di Mi-8
 India
- Global Vectra Helicorp

1 Mi-171A2 ordinato a novembre 2017, più uno in opzione.
 Maldive
- Hummingbird Island Airways
- Seagull Airways

 Papua Nuova Guinea
- Heli Niugini[55]
- Hevilift[56]

 Russia
- AeroBratsk
- Čukotavia
- Gazpromavia
- Jamal Airlines
- PANH
- Polar Airlines
- UTair Helicopter Service

### Governativi
Bangladesh
- Bangladesh Border Guard

2 Mi-171E in servizio al novembre 2021.
- Rapid Action Battalion of the Bangladesh Police

2 Mi-171A2 ordinati a novembre 2021, con consegne previste inizialmente per il primo trimestre del 2023, ma a causa di disordini interni spostate al 2025.
 Bielorussia
- Ministero delle situazioni di emergenza

 Corea del Sud
Polizia sudcoreana
 Georgia
- Polizia di frontiera georgiana

Mi-8MTV-1.
 Kazakistan
- Ministero delle situazioni di emergenza

17 Mi-8AMT ordinati a dicembre 2019, i primi due consegnati a novembre 2020. 2 esemplari consegnati il 15 dicembre 2023.
 Perù
- Policía Nacional del Perú

10 tra Mi-8MT e Mi-8 MTV-1 ricevuti, tre in servizio al luglio del 2021. Ulteriori 2 nuovi Mi-171Sh consegnati il 19 luglio 2021.
 Polonia
- Lotnictwo Policja

2 Mi-8 in servizio al febbraio 2023.
 Romania
- Ispettorato generale dell'aviazione

 Russia
- Federal'naja služba bezopasnosti
- LUKoil
- Ministero delle situazioni di emergenza
- Polizia della Russia
- Servizio Nazionale dell'Aviazione Sanitaria

 Slovacchia
- Slovak Government Flight Service

1 Mi-171 consegnato.
 Sudan
- Polizia sudanese

 Ucraina
- Servizio statale dell'Ucraina per le emergenze

### Militari

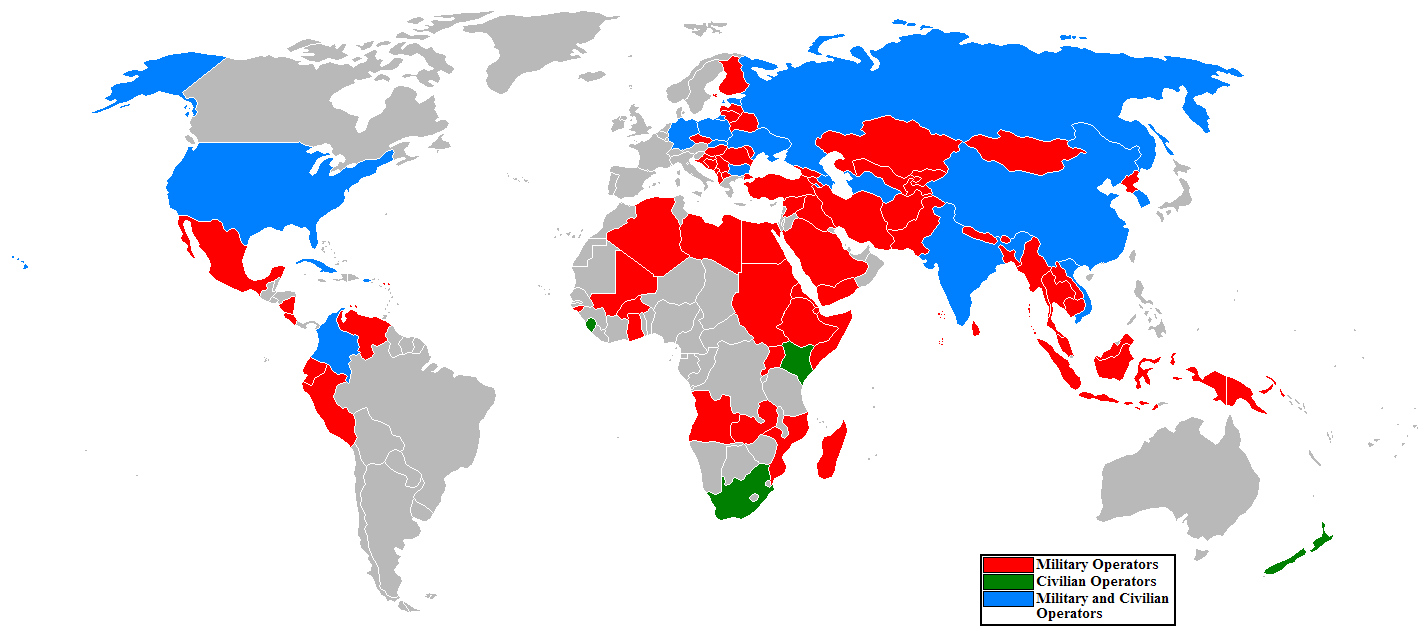
Utilizzatori del Mi-8 nel mondo

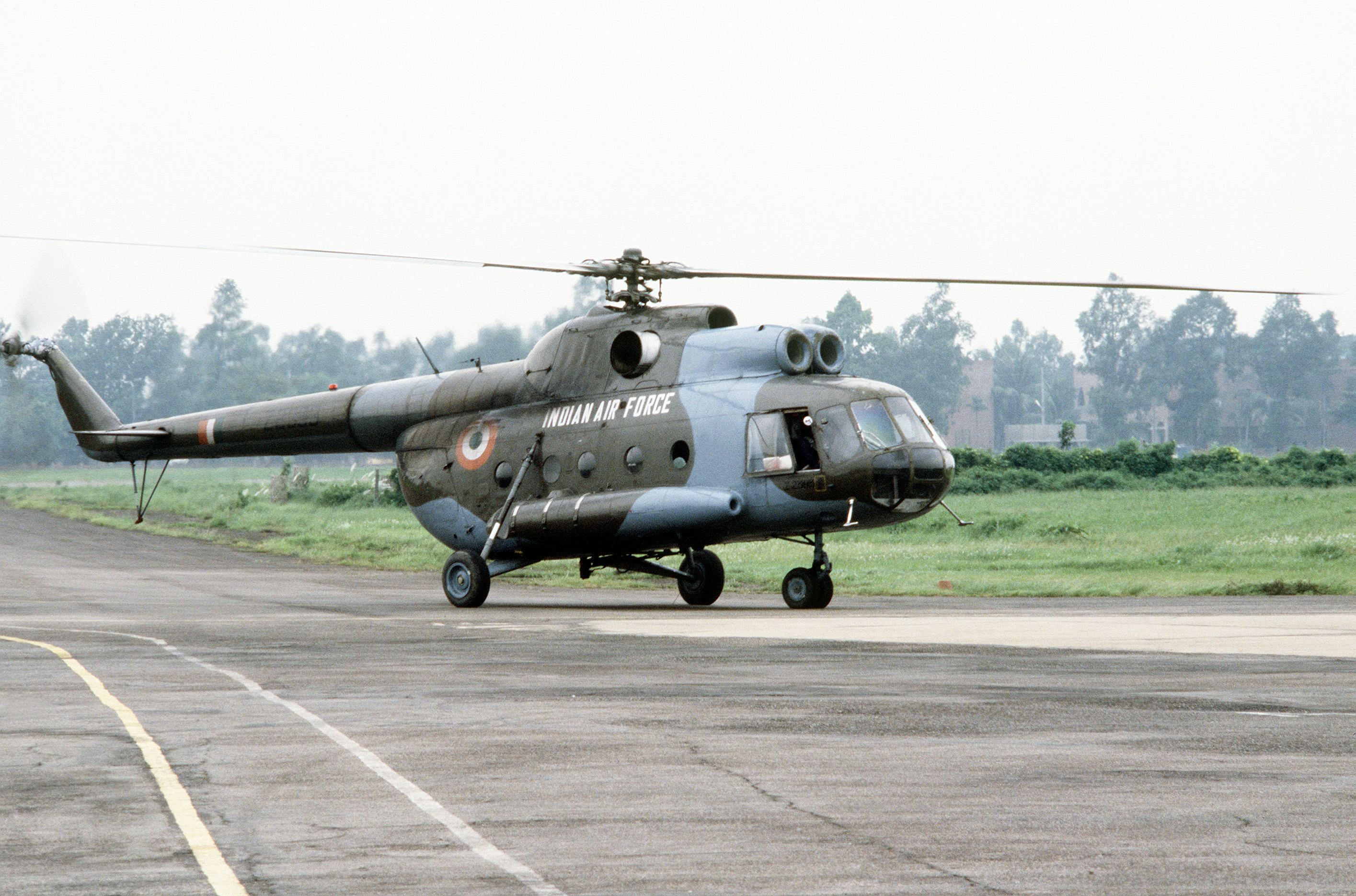
Indian Air Force's Mil Mi-8

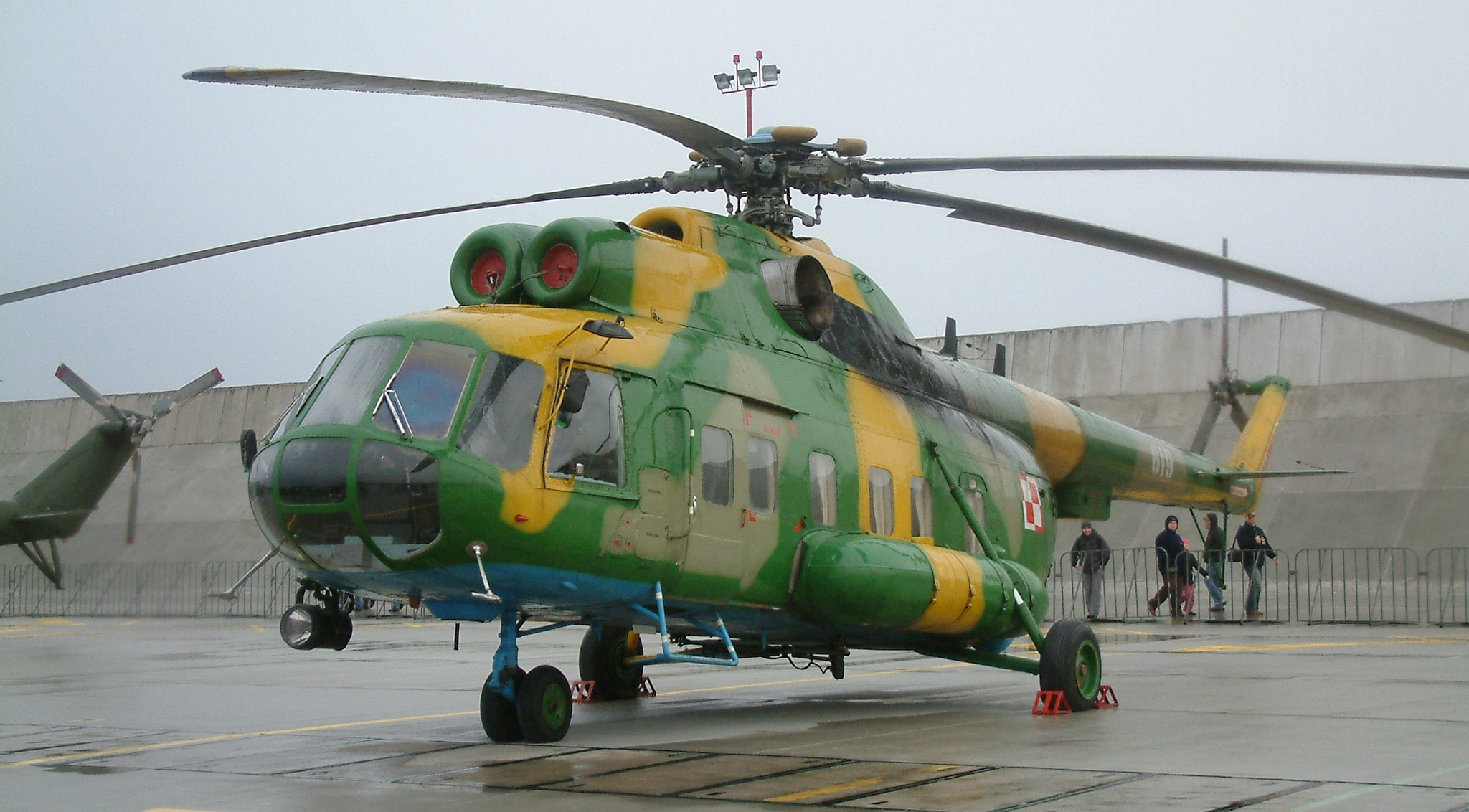
Polish Mi-8S

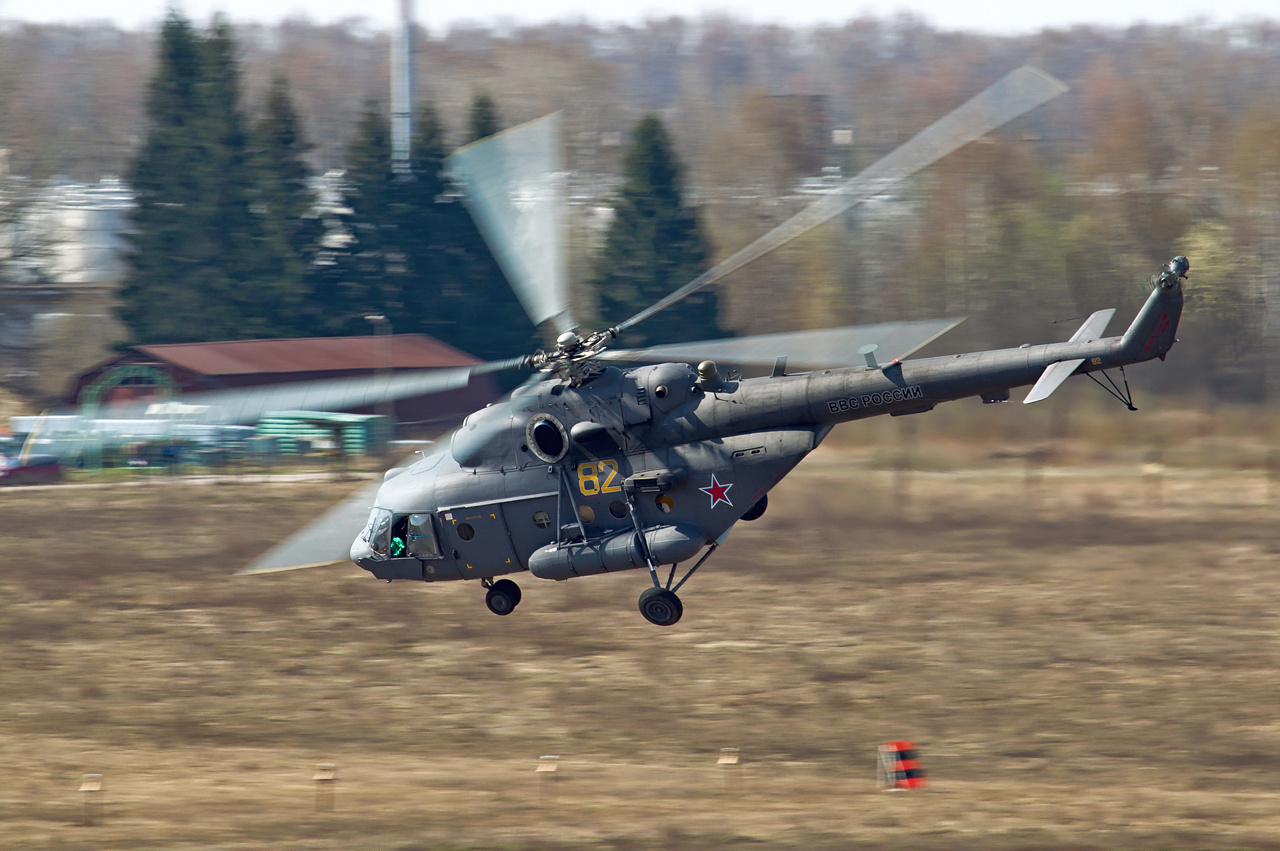
Russian Air Force Mil Mi-8MTV-5

Di seguito è riportata la lista degli utilizzatori militari degli elicotteri Mi-8/17/171 aggiornata al 2014.
 Afghanistan
- De Afghan Hauai Quvah

47 Mi-17V in organico all'ottobre 2018.
- Afghan Special Mission Wing

33 Mi-17V in servizio all'ottobre 2018.
 Algeria
- Al-Quwwat al-Jawwiyya al-Jaza'iriyya

Più di 130 tra Mi-17 e Mi-171Sh2 consegnati.
 Angola
- Força Aérea Nacional Angolana

48 Mi-8/17 in servizio ad agosto 2015.
 Argentina
- Fuerza Aérea Argentina

2 Mi-171E consegnati nel 2012.
 Armenia
- Hayastani R'azmao'dayin Owjher

11 Mi-8 di varie versioni in servizio a novembre 2015. Ulteriori 4 Mi-8MTV-5 ricevuti a partire dal 25 gennaio 2022.
 Azerbaigian
- Azərbaycan hərbi hava qüvvələri

65 tra Mi-171V-5 e Mi-172 consegnati e tutti in servizio al giugno 2020.
 Bangladesh
- Bangladesh Biman Bahini

12 Mi-8 acquistati nel 1981 e ritirati nel 1995. 12 Mi-17 ricevuti a partire dal 1991.
- Bānglādēśh Sēnābāhinī

6 Mi-171Sh ordinati ad aprile 2015, i primi tre dei quali consegnati il 16 novembre 2016.
 Bhutan
- Royal Bhutan Army

2 Mi-8.
 Bielorussia
- Voenno-vozdušnye sily i vojska protivovozdušnoj oborony

127 Mi-8 ex sovietici di varie versioni ricevuti a partire dal 1992. Tutti i Mi-8 di prima generazione (15 dei quali aggiornati allo standard Mi-8MSB) sono stati ritirati a giugno 2015. Al loro posto sono stati ordinati 12 nuovi Mi-8MTV-5 consegnati in due lotti da 6 (a novembre 2016 e ad aprile 2017), e tutti in servizio al novembre 2019.
 Birmania
- Tatmdaw Lei

6 Mi-17 Hip-H e 5 Mi-171V Hip-H in servizio al dicembre 2016.
- United WA State Army

5 Mi-8/171
 Bosnia ed Erzegovina
- Zračne Snage i Protivzračna Odbrana Bosne i Hercegovine

2 Mi-8T Hip-C, 3 Mi-8TV1 Hip-H ed un Mi-17 Hip-H in servizio al febbraio 2017.
 Bulgaria
- Bălgarski Voennovăzdušni sili

19 consegnati, al giugno 2017 risultano in organico 4 Mi-17. Il ministero della Difesa bulgaro ha annunciato il 26 marzo l'aggiudicazione del contratto per la revisione e l'estensione della vita dei 2 Mi-17 immagazzinati, da parte della società locale TEREM Holding EAD.
 Burkina Faso
- Force Aérienne de Burkina Faso

3 Mi-8S Hip-C e 3 Mi-17 Hip-H consegnati. 3 Mi-17 in servizio al maggio 2018. Due Mi-171Sh sono stati ordinati ad agosto 2017 e saranno consegnati entro il 2018.
 Burundi
- Armée Nationale di Burundi

4 Mi-8 consegnati, un solo esemplare in servizio all'agosto 2017.
 Cambogia
- Toap Akas Khemarak Phoumin

10 Mi-8S Hip-C e 7 Mi-17 Hip-H e due di entrambe le versioni in servizio al settembre 2017.
 Camerun
- Armée de l'Air du Cameroun

2 Mi-17-1V usati ricevuti nel 2013, più 3 nuovi Mi-17V5 ricevuti nel 2014.
 Canada
- Air Command

4 Mi-17 (denominati non ufficialmente CH-178) noleggiati nel 2010 per essere utilizzati in Afghanistan.
 Rep. Ceca
- Vzdušné síly armády České republiky

1 Mi-8P, 3 Mi-8S, 11 Mi-17 e 15 Mi-17sh in servizio al gennaio 2018.
 Rep. Centrafricana
- Force Aérienne Centrafricaine

2 Mi-8T consegnati, uno in servizio al febbraio 2018.
 Cina
- Zhongguo Renmin Jiefangjun Kongjun

36 esemplari consegnati, 17 Mi-17/171 per ricerca e soccorso in servizio al maggio 2018.
- Zhongguo Renmin Jiefangjun Haijun

8 Mi-8
- Zhongguo Renmin Jiefangjun Lujun

222 Mi-8/17/171 più 20 ordinati
 Ciad
- Force Aérienne Tchadienne

2 Mi-8MT, 6 Mi-171E e 1 Mi-17.
 Colombia
- Ejército Nacional de Colombia

10 Mi-17-V acquistati nel 1996, più 6 Mi-17-MD e 10 Mi-17-5-V acquistati dal 2000 al 2009. Al Dicembre 2024, sono diciannove gli esemplari in organico, di cui otto operativi ed in condizioni di volo, nove immagazzinati e due elicotteri danneggiati in attesa di parti di ricambio. Questi diciannove esemplari superstiti saranno sottoposti ad un programma di aggiornamento e anche di riparazione per quelli danneggiati.
- Armada de la República de Colombia

1 Mi-8
 Rep. del Congo
- Armée de l'Air du Congo

1 Mi-8MT, 1 Mi-17V-1PS e 1 Mi-17V-5 consegnati e tutti in servizio al settembre 2018.
 RD del Congo
- Force Aérienne du Congo

35 tra Mi-8 e Mi-17 consegnati, 4 in servizio all'ottobre 2018.
 Corea del Nord
- Chosŏn Inmin Kun Konggun

20 Mi-8 consegnati, 15 in servizio al novembre 2018. 30 Mi-17 Hip-H consegnati, 7 in servizio al novembre 2018.
 Costa d'Avorio
- Force Aérienne de la Côte d'Ivoire

2 Mi-8P Hip-C ex Groupe Aérien de Transport et de Liaison ricevuti a giugno 2020.
 Croazia
- Hrvatsko ratno zrakoplovstvo i protuzračna obrana

6 Mi-8T Hip-C, 13 Mi-8MTV-1 Hip-H e 10 Mi-171Sh consegnati, 3 Mi-8T, 11 Mi-8MTV-1 e 10 Mi-171Sh in servizio al marzo 2019. 3 Mi-8T e 11 Mi-8MTV-1, ancora in servizio, sono stati trasferiti all'Ucraina a partire dal 19 ottobre 2023.
 Cuba
- Defensa Anti-Aérea y Fuerza Aérea Revolucionaria

40 tra Mi-8T, Mi-8TB e Mi-8TKV consegnati, 6 in servizio all'aprile 2019. 16 Mi-17 consegnati, 4 in servizio all'aprile 2019.
 Egitto
- El Qūwāt El Gawīyä El Maṣrīya

40 Mi-8T Hip-C e 27 Mi-17 Hip-H consegnati, 35 dei primi e 26 dei secondi in servizio al maggio 2020, in quanto uno dei 27 Mi-17 si è schiantato al confine con la Libia a maggio 2020.
 Ecuador
- Ejército Ecuatoriano

7 Mi-171E Hip-H acquistati tra il 1996 e il 1997, uno dei quali è stato perso in un incidente il 26 aprile 2024..
 Eritrea
- Eritrean Air Force

Forse 9 tra Mi-8 e Mi-171E consegnati, 6 in servizio al novembre 2019.
 Estonia
- Eesti õhuvägi

2 Mi-8T in servizio al dicembre 2019.
 Etiopia
- Ye Ithopya Ayer Hayl

18 tra Mi-8 e Mi-17 consegnati, 14 in servizio al gennaio 2020.
 Gambia
- Aeronautica militare del Gambia

2 Mi-17 Hip-H consegnati, non è noto se ancora in organico al giugno 2020.
 Georgia
- Sak'art'velos samxedro-sahaero dzalebi

20 tra Mi-8 e Mi-171 consegnati, 15 in servizio al luglio 2020.
 Ghana
- Ghana Air Force

8 tra Mi-17V-5 e Mi-171sh consegnati, 6 in servizio al settembre 2020.
 Gibuti
- Force Aérienne du Djibouti

6 Mi-8T Hip-C e 2 Mi-17 Hip-H consegnati, 1 Mi-8T e 1 Mi-17 esemplare in servizio al dicembre 2020.
 Guinea
- Force Aérienne de Guinée

1 Mi-8T e 2 Mi-17V consegnati, tutti in servizio al maggio 2021.
 Guinea-Bissau
- Força Aérea da Guiné-Bissau

2 Mi-8T consegnati.
 Guinea Equatoriale
- Equatorial Guinea Air Corps

2 Mi-172 consegnati nel 2006, più ulteriori 2 esemplari consegnati a novembre 2018, tutti in allestimento da trasporto VIP.
 India
- Bhāratīya Vāyu Senā

107 Mi-8 ricevuti tra il 1971 e il 1988. L'ultimo Mi-8 è stato ritirato il 17 dicembre 2017.. 90 Mi-17-1V consegnati negli anni novanta. 151 Mi-17V5 più 48 ordinati. Un esemplare è andato perso il 6 ottobre 2017.
 Indonesia
- Tentara Nasional Indonesia-Angkatan Darat

11 Mi-17
 Iran
- Forza Aerea della Repubblica Islamica dell'Iran

36 ordinati nel 2001 e consegne completate nel 2004.
- Marina militare della Repubblica islamica dell'Iran

5 Mi-8
- Esercito dei Guardiani della Rivoluzione Islamica

21 Mi-8
 Iraq
- Al-Quwwat al-Jawwiyya al-'Iraqiyya

2 Mi-17V-5 consegnati.
- Iraqi Army Aviation Command

4 Mi-171, 29 Mi-171E e 16 Mi-171Sh in servizio al luglio 2021. I Mi-171 ed i Mi-171E sono in servizio dal 2006, mentre i Mi-171Sh sono entrati in servizio operativo nel 2014.
 Kazakistan
- Forza di difesa aerea della Repubblica del Kazakistan

46 tra Mi-8 e Mi-17 in servizio a tutto il 2016. 37 dei quali sono Mi-17 consegnati tra il 2006 ed il 2009.
 Kenya
- Kenya Air Force

3 Mi-171E consegnati nel 2010.
 Kirghizistan
- Aeronautica militare del Kirghizistan

24 Mi-8MT consegnati. Ulteriori 2 esemplari della versione Mi-8MT ricondizionati sono stati donati dalla Russia ad aprile 2019 e consegnati a novembre dello stesso anno, portando a 6 il numero degli esemplari in servizio. 2 Mi-8MT ex russi donati dalla Russia consegnati a febbraio 2020. 2 Mi-17V-5 consegnati a giugno 2023.
 Lettonia
- Latvijas Gaisa spēki

6 Mi-17MTV consegnati. 4 Mi-17MTV in organico, due dei quali ceduti all'Ucraina il 15 agosto 2022.
 Libia
- Al-Quwwat al-Jawwiyya al-Libiyya

34 tra Mi-8, Mi-17 e Mi-171 consegnati.
 Lituania
- Karinės Oro Pajėgos

10 Mi-8T Hip-C e 1 Mi-8MTV Hip-H consegnati.
 Laos
- Lao People's Liberation Army Air Force

17 Mi-17-1B consegnati, gran parte dei quali non in condizioni di volare. 4 esemplari sono stati riportati in condizioni di volo a luglio 2018 dalla società statale russa Rostec.
 Macedonia del Nord
- Voeno Vozduhoplovstvo i Protivvozdušna Odbrana

4 Mi-17 acquistati nel 1992 dall'Ucraina, che il 23 marzo 2001 donò 4 Mi-8MT.
 Mali
- Force aérienne de la République du Mali

2 Mi-17V-5 e 2 Mi-171Sh ordinati a dicembre 2020 ed entrati in servizio il 26 novembre 2021. Secondo altre fonti, sarebbero stati consegnati anche 9 Mi-8.
 Messico
- Fuerza Aérea Mexicana

19 Mi-171V consegnati. 8 Mi-8TV e 19 Mi-17IV in servizio attivo al maggio 2020. A 14 dei 19 Mi-17IV è stato sostituito il rotore di coda per la troppa usura dovuta all'impiego intenso.
- Armada de México

27 Mi-17V ricevuti a partire dal 1994. Un esemplare è andato perso a maggio 2019, portando a 21 il numero degli esemplari in servizio.
- Guardia Nacional

 Moldavia
- Moldovan Air Force

1 Mi-8PS consegnato ed utilizzato per il trasporto presidenziale.
 Mongolia
- Agaaryn Dovtolgoonoos Khamgaalakh Tsergiyn Komandlal

4 Mi-8T e 2 Mi-171E consegnati.
 Mozambico
- Força Aérea de Moçambique

16 Mi-8 e 2 Mi-17 consegnati.
 Namibia
- Namibian Air Force

2 Mi-8MT forniti dalla Libia tra il 1999 e il 2000.
 Nepal
- Nepal Army Air Wing

6 Mi-171 Hip-H consegnati.
 Nicaragua
- Forza aerea dell'Esercito nicaraguense

Non è noto il numero degli esemplari consegnati ed a luglio 2024 risultavano in servizio 4 Mi-8MTV-1 e 10 tra Mi-17V-5 e Mi-171. Ulteriori 5 Mi-17 consegnati a febbraio 2025.
 Niger
- Armée de l'air du Niger

3 Mi-17 Hip-H consegnati.
 Nigeria
- Nigerian Air Force

4 Mi-171Sh consegnati nel 2002-2003, 18 esemplari consegnati a partire dal 2014, 21 in servizio all'ottobre 2018, in quanto uno è stato perso a gennaio 2018. Ulteriori 2 Mi-171E risultano consegnati, uno a febbraio 2020 ed un secondo al dicembre dello stesso anno.
 Pakistan
- Fi'saia Pakistana

45 Mi-171 ordinati. 16 Mi-171 consegnati nel 2002-2004, due dei quali configurati per il trasporto VIP.
- Pak Fauj

46 Mi-8/17/171
 Perù
- Fuerza Aérea del Perú

15 tra Mi-8 e Mi-17-1V in servizio al febbraio 2022.
- Ejército del Perú

19 Mi-8 in servizio a tutto il dicembre del 2021.
 24 Mi-171Sh-P e 3 Mi-171Sh ordinati il 10 dicembre 2013, e consegnati tra il novembre 2014 ed il novembre 2015, due persi in incidenti.
- Marina de Guerra del Perú

3 Mi-8T ex ungheresi ricevuti a metà del 1994, uno dei quali ritirato alcuni anni dopo la consegna. Un ulteriore Mi-8T consegnato nel 1996, ma andato perso in un incidente il 15 agosto 2007. Uno dei due velivoli della fornitura ungherese (gli unici due rimasti in organico) è stato perso il 14 settembre 2021. 6 Mi-171Sh ordinati nel 2020.
 Polonia
- Siły Powietrzne

10 tra Mi-17, Mi-8P, Mi-8RL e Mi-8T in servizio all'aprile 2023, due dei quali in configurazione VIP.
- Wojska Lądowe

26 Mi-8/17
- Marynarka Wojenna

2 Mi-8/17
 Russia
- Voenno-vozdušnye sily Rossijskoj Federacii

363 Mi-8/17/171 più 281 ordinati
- Voenno-Morskoj Flot Rossijskoj Federacii

7 Mi-8/17
 Ruanda
- Force Aérienne Rwandaise

18 Mi-8 in servizio al settembre 2024. 6 Mi-17 acquistati nel 2014-2015.
 Senegal
- Armée de l'air du Sénégal

2 Mi-17-1V acquistati dalla Russia nel 2004, più un Mi-171E acquistato dalla Slovacchia nel 2015; uno di questi fu perso in un incidente nel marzo 2018. Un ulteriore Mi-17-1V fu consegnato il 2 dicembre 2023.
 Serbia
- Vazduhoplovstvo i PVO Vojske Srbije

A febbraio 2019, il governo serbo ha definitivamente approvato l'acquisto di ulteriori 3 Mi-17 annunciato a gennaio 2018, in aggiunta ai 10 già in servizio.
 Sierra Leone
- Sierra Leone Defence Force Air Force

2 Mi-8
 Siria
- Al-Quwwat al-Jawwiyya al-'Arabiyya al-Suriyya

52 Mi-8/17
 Slovacchia
- Vzdušné sily Slovenskej republiky

18 Mi-17 consegnati tra il 1987 e il 1988. 15 in servizio al marzo 2019. 4 Mi-17M sono stati ceduti all'Ucraina nel giugno del 2022.
 Sri Lanka
- Aeronautica militare dello Sri Lanka

23 Mi-17 in servizio al marzo 2019.
- Sri Lanka Navy

4 Mi-17 in servizio al marzo 2019.
 Stati Uniti
- United States Army

5 Mi-8/17
- United States Marine Corps

1 Mi-17 da acquistare per il Marine Aviation Weapons and Tactics Squadron One.
 Sudan
- Al-Quwwat al-Jawwiyya al-Sudaniyya

22 tra Mi-17V e Mi-171 in servizio al luglio 2019.
 Sudan del Sud
- South Sudan Air Force

14 Mi-17V-5 e 2 Mi-172 in servizio al gennaio 2021.
 Tagikistan
- Aeronautica militare e difesa aerea del Tajikistan

14 Mi-8
 Thailandia
- Kongthap Bok Thai

3 Mi-17V-5 ordinati nel 2008 consegnati nel 2011, 2 Mi-17V-5 ordinati nel 2014 e consegnati nel 2015. Gli ultimi 2 esemplari, ordinati a dicembre 2018, sono stati consegnati a metà dicembre 2018.
 Togo
- Force aérienne togolaise

2 Mi-17 consegnati a novembre 2022.
 Turchia
- Jandarma Genel Komutanlığı

20 Mi-17-1V in servizio dal 1996.
 Turkmenistan
- Aeronautica militare e difesa aerea del Turkmenistan

15 Mi-8
 Uganda
- Ugandan Air Force

10 Mi-8/17/172
 Ucraina
- Viys'kovo-Povitriani Syly Ukrayiny

16 Mi-8 da trasporto in servizio all'aprile 2018. 2 Mi-8 (1 Mi-8MTPB e 1 Mi-8MTPI) da guerra elettronica sono stati aggiornati e riportati in servizio a dicembre 2018. 4 Mi-17M sono stati donati dalla Slovacchia nel giugno del 2022.
- Forze terrestri ucraine

4 Mi-17M sono stati donati dalla Slovacchia nel giugno del 2022.
 Due Mi-17MTV sono stati donati dall'Aeronautica lettone il 15 agosto 2022. 3 Mi-8T e 11 Mi-8MTV-1, sono stati trasferiti dalla Croazia a partire dal 19 ottobre 2023.
 Ungheria
- Magyar légierő

Dei 27 tra Mi-8 e Mi-17 che erano in organico, il 26 marzo 2021 gli ultimi 4 Mi-8T sono stati ritirati, mentre, al gennaio 2023, restano in servizio gli ultimi 5 Mi-17N.
 Uzbekistan
- Aeronautica militare e difesa aerea dell'Uzbekistan

40 Mi-8/17
 Venezuela
- Aviación Militar Venezolana

6 Mi-17V-5 e 2 Mi-172VIP acquistati nel 2005 e tutti in servizio al giugno 2020.
- Armada Bolivariana

6 Mi-17V-5 acquistati nel 2005 e tutti in servizio al giugno 2020.
- Ejército Nacional de la República Bolivariana de Venezuela

26 Mi-17V-5 appartenenti all'esercito, 6 Mi-17 più vecchi appartenenti alla Guardia Nacional acquistati nel 2005 e tutti in servizio al giugno 2020.
 Vietnam
- Không Quân Nhân Dân Việt Nam : 90 Mi-8/17

 Yemen
- Al-Quwwat al-Jawwiyya al-Yamaniyya

35 Mi-8/17/171
 Zambia
- Zambia Air Force

8 Mi-8 ricevuti nel 1975.
 Zimbabwe
- Air Force of Zimbabwe

1 Mi-172 consegnato ed in servizio al maggio 2018.

## Ex Utilizzatori
In passato il Mi-8 è stato in dotazione alla forze armate dei seguenti paesi:
- Albania[231][232]
- Cecoslovacchia[233]
- Germania Est[234]
- Germania[235]
- Guinea-Bissau[236]
- Laos[232]
- Maldive[232]
- Mali[232]
- Romania[237]
- Unione Sovietica[238]
- Repubblica Serba[239]
- Jugoslavia[240]